# Горяйново (Смоленская область)
Горяйново — деревня в Смоленской области России, в Сафоновском районе. Население – 5 жителей (2007 год) . Расположена в центральной части области в 16 км к северо-востоку от города Сафонова, в 1,5 км севернее автодороги М1 «Беларусь», на берегу реки Утка. В 5,5 км к юго-западу от деревни железнодорожная станция О.п. 300-й км на линии Москва — Минск. Входит в состав Прудковского сельского поселения.

## История
В годы Великой Отечественной войны деревня была оккупирована гитлеровскими войсками в сентябре 1941 года, освобождена в 1943 году.